# Relaciones Estados Unidos-Maldivas
Las relaciones Estados Unidos-Maldivas son las relaciones diplomáticas entre Estados Unidos y Maldivas.

## Historia
Estados Unidos tiene relaciones amistosas con la República de Maldivas. El embajador de los Estados Unidos y algunos miembros del personal de la Embajada en Sri Lanka están acreditados en las Maldivas y realizan visitas periódicas. Los Estados Unidos apoyan la independencia y la integridad territorial de Maldivas, y respaldaron públicamente la intervención oportuna de la India en nombre del Gobierno de Maldivas durante el intento de [golpe] de noviembre de 1988. Los buques navales de los Estados Unidos han llamado regularmente a Malé en los últimos años. Maldivas brindó un fuerte apoyo a los esfuerzos de Estados Unidos para combatir el terrorismo y el financiamiento del terrorismo en 2001-2002.

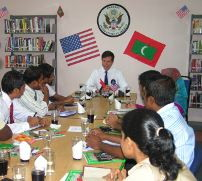
El exembajador Robert O. Blake, Jr. en noviembre de 2007.

Las contribuciones de los Estados Unidos al desarrollo económico en las Maldivas se han hecho principalmente a través de programas de organizaciones internacionales. Tras el tsunami de 2004, los EE. UU. y Maldivas firmaron un acuerdo de asistencia bilateral por $ 8,6 millones en asistencia para la reconstrucción. Esta asistencia ayudará en la reconstrucción de puertos, sistemas de alcantarillado e instalaciones de generación eléctrica y en el desarrollo de la capacidad de absorción de ayuda en el Ministerio de Finanzas. Los Estados Unidos han financiado directamente la capacitación en aeropuerto gestión e narcóticos interdicción y han proporcionado computadoras de escritorio a Maldivas aduanas, inmigración, y esfuerzos de control de drogas en recientes años. Los Estados Unidos también entrenan anualmente a un pequeño número de militares de Maldivas. Unos 10 ciudadanos estadounidenses residen en las Maldivas; Unos 5.000 estadounidenses visitan Maldivas anualmente. Maldivas da la bienvenida a la inversión extranjera, aunque la ambigüedad de la ley codificada actúa como un obstáculo. Las áreas de oportunidad para las empresas estadounidenses incluyen turismo, construcción, y simples fabricación orientadas a la exportación, como prendas de vestir y ensamble de electrodomésticos. Hay una escasez de mano de obra calificada local, y la mayoría de la mano de obra industrial debe importarse de Sri Lanka o de otro lugar.
Michele J. Sison es el embajador de los Estados Unidos en Maldivas. La correspondiente Embajada de los Estados Unidos se encuentra en Colombo, Sri Lanka.